# 알 푸르깐
알 푸르깐은 꾸란의 25장 제목이다.
불신자들이 지닌 무함마드에 대한 의심과 무함마드가 받은 신의 계시에 관한 의혹을 해명해주는 장이라고 한다.
뿐만 아니라 광명과 암흑이란 키워드를 선과 죄악, 정신의 발전, 정신의 퇴폐를 비유하는데 활용하는 게 본장이라고 한다.
| 이 전 알 누르 | 수라 25 (아랍어 원문) | 다 음 아쉬슈아라 |
| 1 2 3 4 5 6 7 8 9 10 11 12 13 14 15 16 17 18 19 20 21 22 23 24 25 26 27 28 29 30 31 32 33 34 35 36 37 38 39 40 41 42 43 44 45 46 47 48 49 50 51 52 53 54 55 56 57 58 59 60 61 62 63 64 65 66 67 68 69 70 71 72 73 74 75 76 77 78 79 80 81 82 83 84 85 86 87 88 89 90 91 92 93 94 95 96 97 98 99 100 101 102 103 104 105 106 107 108 109 110 111 112 113 114 |                       |                  |